# King's Somborne
King's Somborne est une paroisse civile et un village du Hampshire, en Angleterre.